# Prądnik Czerwony (gmina)
Prądnik Czerwony – dawna gmina wiejska istniejąca w latach 1934–1941 w woj. krakowskim (dzisiejsze woj. małopolskie). Siedzibą władz gminy był Prądnik Czerwony (obecnie część dzielnicy Prądnik Czerwony w Krakowie).
Gmina zbiorowa Prądnik Czerwony została utworzona 1 sierpnia 1934 roku w powiecie krakowskim w woj. krakowskim z dotychczasowych jednostkowych gmin wiejskich Batowice, Boleń, Bosutów, Dziekanowice, Prądnik Czerwony, Raciborowice, Rakowice, Węgrzce i Zastów. Późnej utworzono jeszcze gromadę Olsza.
1 czerwca 1941, podczas okupacji hitlerowskiej, gmina została zniesiona,  wchodząc w skład gminy Węgrzce (Batowice, Bosutów, Dziekanowice, Raciborowice, Węgrzce i Zastów) oraz miasta Krakowa (Prądnik Czerwony, Olsza i Rakowice); włączenie gromad do Krakowa administracja polska zatwierdziła dopiero 18 stycznia 1948, z mocą obowiązującą wstecz od 18 stycznia 1945.